# Lakeshore Entertainment
Lakeshore Entertainment Group est une compagnie de production de cinéma américaine créée en 1994 par Tom Rosenberg et Ted Tannebaum. Le siège social de la compagnie se situe à Beverly Hills en Californie. Elle a, en 2010, produit approximativement quarante films dont Million Dollar Baby, vainqueur de plusieurs Oscars, mais également Just Married (ou presque) (Runaway Bride), Traqué (The Hunted), Le Gardien du manuscrit sacré (Bulletproof Monk), La Prophétie des ombres (The Mothman Prophecies), Intuitions (The Gift) ou encore Arlington Road, L'Exorcisme d'Emily Rose, Un automne à New York (Autumn in New York) et L'Abominable Vérité. Le président de la société est Gary Lucchesi (en). Elle possède une filiale pour ses bande originale : Lakeshore Records.

## Cinéma

### Années 1990
- 1996 : La Tournée (Bandwagon) de John Schultz
- 1996 : Kids in the Hall: Brain Candy de Kelly Makin
- 1996 : Box of Moonlight de Tom DiCillo
- 1997 : Murder in Mind d'Andy Morahan
- 1997 : L'Amour de ma vie ('Til There Was You) de Scott Winant
- 1997 : Obsessions torrides (Going All the Way) de Mark Pellington
- 1998 : Une vraie blonde (The Real Blonde) de Tom DiCillo
- 1998 : Secrets, mensonges et ... mariage (Polish Wedding) de Theresa Connelly
- 1998 : Phoenix de Danny Cannon
- 1999 : 200 Cigarettes de Risa Bramon Garcia
- 1999 : Arlington Road de Mark Pellington
- 1999 : Just Married (ou presque) (Runaway Bride) de Garry Marshall

### Années 2000
- 2000 : Un couple presque parfait (The Next Best Thing) de John Schlesinger
- 2000 : D'un rêve à l'autre (Passion of Mind) de Alain Berliner
- 2000 : Un automne à New York (Autumn in New York) de Joan Chen
- 2000 : Intuitions (The Gift) de Sam Raimi
- 2002 : La Prophétie des ombres (The Mothman Prophecies) de Mark Pellington
- 2003 : Traqué (The Hunted) de William Friedkin
- 2003 : Le Gardien du manuscrit sacré (Bulletproof Monk) de Paul Hunter
- 2003 : Underworld de Len Wiseman
- 2003 : La Couleur du mensonge (The Human Stain) de Robert Benton
- 2003 : En chantant derrière les paravents (Cantando dietro i paraventi) de Ermanno Olmi
- 2004 : Tooth de Edouard Nammour
- 2004 : Suspect Zero de E. Elias Merhige
- 2004 : Rencontre à Wicker Park (Wicker Park) de Paul McGuigan
- 2004 : Million Dollar Baby de Clint Eastwood
- 2004 : Madhouse de William Butler
- 2005 : La Crypte (The Cave) de Bruce Hunt
- 2005 : Undiscovered de Meiert Avis
- 2005 : L'Exorcisme d'Emily Rose (The Exorcism of Emily Rose) de Scott Derrickson
- 2005 : Æon Flux de Karyn Kusama
- 2006 : Half Light de Craig Rosenberg
- 2006 : Underworld 2 : Évolution (Underworld: Evolution) de Len Wiseman
- 2006 : She's the Man de Andy Fickman
- 2006 : Hyper Tension (Crank) de Mark Neveldine et Brian Taylor
- 2006 : Le Pacte du sang (The Covenant) de Renny Harlin
- 2006 : Last Kiss (The Last Kiss) de Tony Goldwyn
- 2006 : The Dead Girl de Karen Moncrieff
- 2007 : Le Goût du sang (Blood & Chocolate) de Katja von Garnier
- 2007 : Festin d'amour (Feast of Love) de Robert Benton
- 2008 : Intraçable (Untraceable) de Gregory Hoblit
- 2008 : Pathology de Marc Schölermann
- 2008 : The Midnight Meat Train de Ryūhei Kitamura
- 2008 : Lovers (Elegy) de Isabel Coixet
- 2008 : Henry Poole (Henry Poole Is Here) de Mark Pellington
- 2009 : Underworld 3 : Le Soulèvement des Lycans (Underworld: Rise of the Lycans) de Patrick Tatopoulos
- 2009 : Hyper Tension 2 (Crank: High Voltage) de Mark Neveldine et Brian Taylor
- 2009 : L'Abominable Vérité (The Ugly Truth) de Robert Luketic
- 2009 : Ultimate Game (Gamer) de Mark Neveldine et Brian Taylor
- 2009 : Fame de Kevin Tancharoen

### Années 2010
- 2011 : La Défense Lincoln (The Lincoln Lawyer) de Brad Furman
- 2011 : Underworld: Endless War de Juno John Lee
- 2012 : Underworld : Nouvelle Ère (Underworld: Awakening) de Måns Mårlind et Bjorn Stein
- 2012 : Recherche Bad Boys désespérément (One for the Money) de Julie Anne Robinson
- 2012 : Disparue (Gone) de Heitor Dhalia
- 2013 : Les Derniers Affranchis (Stand Up Guys) de Fisher Stevens
- 2014 : I, Frankenstein de Stuart Beattie
- 2014 : Blackout total (Walk of Shame) de Steven Brill
- 2015 : Adaline (The Age of Adaline) de Lee Toland Krieger
- 2015 : Les Dossiers secrets du Vatican (The Vatican Tapes) de Mark Neveldine
- 2016 : The Boy de William Brent Bell
- 2016 : American Pastoral de Ewan McGregor
- 2016 : Underworld: Blood Wars de Anna Foerster
- 2018 : À la dérive (Adrift) de Baltasar Kormákur
- 2018 : A.X.L. de Oliver Daly
- 2018 : Peppermint de Pierre Morel

## Télévision
- 2018 : Heathers de Jason Micallef
- 2019 : Fast Layne de Travis Braun